# I See You
«I See You» — поп-баллада, исполненная британской певицей Леоной Льюис, ставшая музыкальной темой фильма «Аватар». Авторами песни стали Джеймс Хорнер, Саймон Фрэнглен и Кук Хэррел. Песня была номинирована на премию «Золотой глобус» в 2010 году в номинации «Лучшая песня» и на премию «Грэмми» 2011 года.

## Информация о песне
Джеймс Хорнер, автор музыки к фильму «Аватар» пригласил Льюис исполнить заглавную песню «I See You».
Я надеюсь, что инопланетяне такие же, как На'ви. Они мне очень нравятся. Они заботятся о том, что дорого и мне — о природе, планете, окружающей среде. Эту песню нужно было исполнить очень мощно, и поэтому я должна была найти эмоциональную связь. Я нашла её — с На’ви. — Леона Льюис.
Джеймс Кэмерон хотел выпустить песню в качестве сингла, помня об успехе «My Heart Will Go On» в 1998 году, но Льюис не согласилась, поскольку незадолго до этого вышел её второй альбом Echo.

## Музыка и лирика
«I See You» написана в среднем темпе — 68 ударов в минуту, тональности си-бемоль минор. Последовательность аккордов — B♭m—A♭—E♭. В начале песни используется электронное преобразование вокала.

## Отзывы критиков
Песня получила неоднозначные отзывы. IGN назвал её «солидной поп-балладой», но предположил, что она приестся, как в своё время было с «My Heart Will Go On». Allmusic опубликовал очень неблагоприятную рецензию, где «I See You» была названа «балладой продуктовых магазинов», которая «совсем не к месту в фильме о десятифутовых инопланетянах». The Village Voice в рецензии фильма критически отозвался о « клоне Селин Дион, поющем на языке На’ви в финальных титрах» Песня получила номинацию на премию World Soundtrack Awards.

## Видеоклип
Премьера видеоклипа состоялась 15 декабря 2009 года в день выхода в продажу саундтрека. Режиссёром клипа стал Джейк Нава. В него вошли кадры с выступлением Льюис и сцены из фильма «Аватар».

## Позиции в чартах
| Чарт (2010)                        | Лучший результат |
| ---------------------------------- | ---------------- |
| Irish Singles Chart                | 47               |
| США (Billboard Adult Contemporary) | 24               |